# Vikstjärnen
Vikstjärnen är en sjö i Örnsköldsviks kommun i Ångermanland och ingår i Husåns huvudavrinningsområde. Sjön har en area på 0,0619 kvadratkilometer och ligger 197 meter över havet.

## Delavrinningsområde
Vikstjärnen ingår i det delavrinningsområde (706888-165365) som SMHI kallar för Utloppet av Inre Lemesjön. Medelhöjden är 212 meter över havet och ytan är 35,96 kvadratkilometer. Räknas de 38 avrinningsområdena uppströms in blir den ackumulerade arean 233,11 kvadratkilometer. Avrinningsområdets utflöde Husån mynnar i havet. Avrinningsområdet består mestadels av skog (59 procent). Avrinningsområdet har 8,06 kvadratkilometer vattenytor vilket ger det en sjöprocent på 22,4 procent. Bebyggelsen i området täcker en yta av 0,78 kvadratkilometer eller 2 procent av avrinningsområdet.